# Elkan Harrison Powell
Elkan Harrison Powell (21 de novembro de 1888 — 8 de maio de 1966) foi uma empresária estadunidense.
Em 1932, ela era a vice-presidente de Sears e assumiu a presidência da Encyclopædia Britannica quando esta entrou em dificuldades financeiras. A Sears se manteve na gestão da Britannica por 18 anos. Powell foi a responsável por implementar, em 1936, a política de revisão contínua, praticada até os dias atuais, e que faz com que cada verbete da enciclopédia seja verificado e possivelmente revisado pelo menos duas vezes em cada década.